# Caída de Mazar-e Sarif
La caída de Mazar-e Sarif fue el resultado de la primera gran ofensiva de la guerra de Afganistán. Las Fuerzas Especiales del Ejército de los Estados Unidos y los ataques aéreos estadounidenses acompañaron la entrada de la Alianza del Norte en la ciudad de Mazar-e Sarif, en la provincia de Balj, dieron lugar a la retirada de las fuerzas talibán que habían ocupado la ciudad desde 1998. La caída de la ciudad resultó ser un «gran golpe», ya que el Mando Central de los Estados Unidos había creído originalmente que la ciudad se mantendría en manos de los talibanes hasta bien entrado el año siguiente, y cualquier potencial batalla sería «un avance muy lento».
Después de que cayeran las aldeas periféricas, y de un intensivo bombardeo aéreo de los alrededores de la ciudad, los talibanes se retiraron de Mazar-e Sarif. Cuando la ciudad cayó en manos de la Alianza del Norte, habían muerto varios cientos de combatientes talibanes, y 500 aproximadamente fueron capturados o desertaron a la fuerza respaldada por Estados Unidos.
Algunos medios de comunicación fuera de los Estados Unidos dudaron de que la caída de la ciudad fuera una «victoria militar», afirmando que no había habido una batalla clara y los talibanes se habían retirado en gran medida a otras ciudades ante el avance de la fuerza invasora.
Mazar-e Sarif tuvo una importancia estratégica significativa, ya que su captura abrió las rutas de suministro y proporcionó una pista de aterrizaje dentro del país para los aviones estadounidenses. Fue considerada la primera gran derrota de los talibanes y les causó una rápida pérdida de territorio en el norte de Afganistán.